# Marko Macan
Marko Macan (* 26. April 1993 in Dubrovnik) ist ein kroatischer Wasserballspieler. Er war mit der kroatischen Nationalmannschaft Olympiazweiter 2016, Weltmeister 2017, Europameisterschaftsdritter 2018 und Weltmeisterschaftsdritter 2019.

## Sportliche Karriere
Marko Macan spielte lange bei VK Jug Dubrovnik, mit denen er mehrfach kroatischer Meister war. 2020 wechselte er zu Waspo 98 Hannover und gewann hier ebenfalls mehrere Meistertitel.
Der 1,96 Meter große Verteidigungsspezialist wurde mit der kroatischen Juniorenauswahl Zweiter bei der Juniorenweltmeisterschaft 2013.
Bei den Olympischen Spielen 2016 in Rio de Janeiro wurden die Kroaten Zweite in ihrer Vorrundengruppe und erreichten mit Siegen über Brasilien im Viertelfinale und über Montenegro im Halbfinale das Endspiel. Hierverloren sie mit 7:11 gegen die Serben. Macan war in allen acht Spielen dabei, sein einziges Turniertor warf er im Halbfinale. Bei der Weltmeisterschaft 2017 in Budapest bezwangen die Kroaten im Viertelfinale die Italiener und im Halbfinale die Serben. Mit einem 8:6 gegen die Ungarn gewann die kroatische Auswahl den Titel. Im Jahr darauf bei der Europameisterschaft 2018 in Barcelona verlor die kroatische Mannschaft im Halbfinale gegen die Serben und besiegte im Spiel um den dritten Platz die Italiener. Macan warf im Turnierverlauf drei Tore. 2019 bei der Weltmeisterschaft in Gwangju besiegten die Kroaten im Viertelfinale die deutsche Mannschaft und verloren im Halbfinale mit 5:6 gegen die Spanier. Das Spiel um Bronze gewannen die Kroaten mit 10:7 gegen die Ungarn. Bei den wegen der COVID-19-Pandemie erst 2021 ausgetragenen Olympischen Spielen in Tokio verloren die Kroaten im Viertelfinale gegen die Ungarn und sicherten sich dann in der Platzierungsrunde den fünften Rang. Macan erzielte insgesamt drei Treffer.
Macan spielt seit 2020 für die Waspo 98 Hannover, mit der er mehrfach Deutscher Meister wurde.